# Campionat del Món d'enduro
El Campionat del Món d'enduro (oficialment: FIM Enduro World Championship i antigament World Enduro Championship, abreujat WEC), regulat per la FIM, és la màxima competició internacional d'enduro al costat dels Sis Dies Internacionals d'Enduro (ISDE). El campionat es divideix actualment en tres categories (E1, E2 i E3), cadascuna amb el seu campió anual. Des del 2016 es concedeix un títol addicional, anomenat EnduroGP, al millor absolut de la temporada considerant els resultats conjunts de totes tres categories. A banda, hi ha tres categories més que, tot i formar part del campionat, funcionen de forma independent (EJ per a pilots júnior, Youth per a pilots juvenils i Women per a dones) i una Copa addicional de suport, l'Open Cup, per a pilots amateurs.

## Història
El Campionat del Món d'Enduro es disputa des de 1990, com a continuació del Campionat d'Europa que havia organitzat la FIM des de 1968. L'any 1992, quan ja en feia tres de la desaparició de l'antic Campionat d'Europa, la FIM Europe (aleshores anomenada Union Européenne de Motocyclisme, UEM) en va tornar a instaurar un altre que s'ha vingut celebrant fins a l'actualitat, sota la mateixa denominació (Campionat d'Europa d'enduro).

### Campionat d'Europa d'enduro (1968-1989)
El Campionat d'Europa d'Enduro fou instaurat per la FIM el 1968 amb la intenció d'unificar en una sola competició una sèrie de proves importants que fins aleshores se celebraven per lliure, com ara els Dreitagesfahrt von Isny (Tres Dies d'Isny) o la Valli Bergamasche, tret lògicament dels Sis Dies Internacionals (ISDT, actuals ISDE), que havien de continuar com a prova destacada de l'especialitat.
Després d'un primer assaig el 1967 com a Copa d'Europa, el maig de 1968 començava el I Campionat d'Europa amb el Rund um Zschopau com a prova inaugural. Des de la seva creació fins a la darrera edició el 1989, el campionat anà incorporant i eliminant diverses categories (o cilindrades), en una evolució constant que continuà un cop el campionat esdevingué mundial.
Evolució històrica de les categories del Campionat d'Europa d'Enduro
| Categoria | Períodes    | Períodes    | Períodes | Períodes | Períodes    | Períodes    | Períodes    |
| Categoria | 1968 - 1976 | 1977 - 1978 | 1979     | 1980     | 1981 - 1982 | 1983 - 1986 | 1987 - 1989 |
| --------- | ----------- | ----------- | -------- | -------- | ----------- | ----------- | ----------- |
| 1         | 50cc        | 50cc        | 50cc     | 50cc     | -           | -           | -           |
| 2         | 75cc        | 75cc        | 75cc     | 75cc     | 80cc        | 80cc 2T     | 80cc 2T     |
| 3         | 100cc       | 100cc       | 100cc    | 100cc    | -           | -           | -           |
| 4         | 125cc       | 125cc       | 125cc    | 125cc    | 125cc       | 125cc 2T    | 125cc 2T    |
| 5         | 175cc       | 175cc       | 175cc    | 175cc    | 175cc       | -           | -           |
| 6         | 250cc       | 250cc       | 250cc    | 250cc    | 250cc       | 250cc 2T    | 250cc 2T    |
| 7         | 350cc       | 350cc       | 350cc    | 350cc    | -           | -           | 350cc 4T    |
| 8         | +350cc      | 500cc       | 500cc    | 500cc    | 500cc       | 500cc 2T    | 500cc 2T    |
| 9         |             | +500cc      | 750cc    | 750cc    | +500cc 4T   | +500cc 4T   | +500cc 4T   |
| 10        |             |             | +750cc   | 1000cc   | -           | -           | -           |
| 11        |             |             |          | +1000cc  | -           | -           | -           |

### Campionat del Món d'enduro (1990-Actualitat)

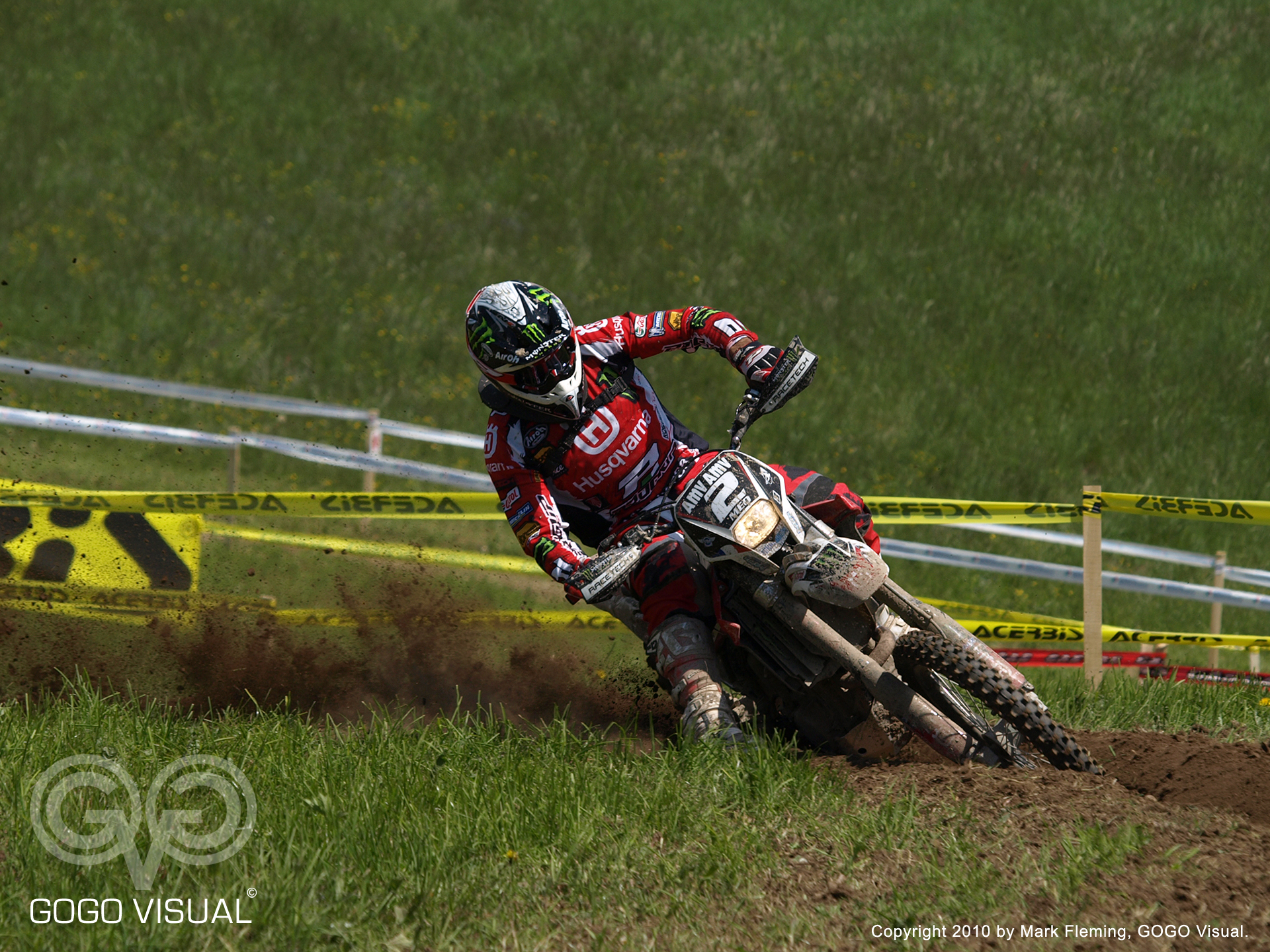
Antoine Méo, 5 vegades Campió del Món entre el 2010 i el 2015

A partir de 1990 l'històric Campionat d'Europa fou reanomenat Campionat del Món d'Enduro. Les primeres temporades es mantingueren les mateixes categories que hi havia fins al canvi de denominació, però amb els anys continuà l'evolució ja iniciada durant l'etapa "europea" del campionat.
El 2004 els drets del WEC foren adquirits per una agència de màrqueting que va reformar la competició totalment, reduint-ne les categories fins a deixar-les en les 3 vigents actualment (E1, E2 i E3). L'any següent, 2005, es va incorporar la categoria Júnior (EJ) per a pilots fins a 21 anys, ampliat fins als 23 més tard (aquesta categoria es va subdividir el 2018 en J1 i J2 en funció de la cilindrada de la moto). El 2009 es va instaurar la copa juvenil, anomenada Youth Cup, per a pilots menors de 18 anys i motocicletes de dos temps de fins a 125 cc (aquesta copa va esdevenir campionat del món a partir de la temporada del 2017). La temporada de 2010 es va introduir la categoria femenina (Dones) i la del 2019 es va estrenar la nova copa mundial per a pilots amateurs, l'Open Cup.
Evolució històrica de les categories del Campionat del Món d'Enduro
| Categoria | Períodes    | Períodes    | Períodes    | Períodes    | Períodes | Períodes          |
| Categoria | 1990 - 1993 | 1994 - 1997 | 1998 - 2003 | 2004 - 2016 | 2017     | 2018 - Actualitat |
| --------- | ----------- | ----------- | ----------- | ----------- | -------- | ----------------- |
| 1         | 80cc 2T     | -           | 250cc 4T    | E1          | -        | E1                |
| 2         | 125cc 2T    | 125cc 2T    | 125cc 2T    | E1          | -        | E1                |
| 3         | 250cc 2T    | 250cc 2T    | 250cc 2T    | E2          | E2       | E2                |
| 4         | 350cc 4T    | 350cc 4T    | 400cc 4T    | E2          | E2       | E2                |
| 5         | 500cc 2T    | -           | -           | E3          | EnduroGP | E3                |
| 6         | +500cc 4T   | 500cc 4T    | 500cc 4T    | E3          | EnduroGP | E3                |

Nota.- Entre el 1998 i el 2004 hi va haver un campionat absolut que decidia el campió d'entre totes les categories. Aquesta idea es va reprendre el 2016, aquest cop amb el nom d'EnduroGP. A banda, entre el 2004 i el 2006 hi hagué també un campionat per equips.

## Fórmules dels motors
Fins al 2003, les categories (o "classes") del mundial especificaven clarament quins motors admetien, tant pel que fa al tipus de motor com a la cilindrada, i cada classe es destinava a un únic tipus de motor. Així, hi havia per exemple la categoria 250cc 2T per a motors de dos temps de fins a 250 cc, o la 500cc 4T per a motors de quatre temps de fins a 500 cc. Les motocicletes, a més, duien totes les plaques porta-números iguals (grogues amb números negres), fos quina fos la seva categoria.
A partir del 2004 tot això va canviar. D'una banda, les classes van passar a permetre motors de dos i quatre temps indistintament alhora que rebien un nom ordinal (Enduro 1, 2 i 3) que no reflecteix les característiques dels motors i de l'altra, a cada classe se li va assignar un color específic per a les plaques porta-números.

### Del 2004 al 2016

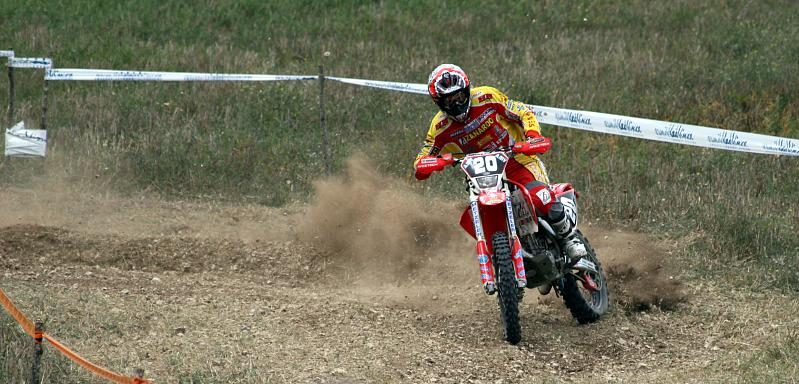
Mika Ahola al mundial d'E1 el 2008

Inicialment, per tal d'equilibrar la diferència de potència entre els motors de dos i quatre temps es va aplicar la reducció a la meitat de la cilindrada per als primers respecte dels segons. Tanmateix, amb el desenvolupament tecnològic per part dels fabricants cada cop més orientat als quatre temps, aquest sistema va acabar penalitzant les motocicletes de dos temps, les quals només podien defensar-se a les grans cilindrades.
| Classe        | Motor | Cilindrada | Cilindrada | Color placa |
| Classe        | Motor | De         | A          | Color placa |
| ------------- | ----- | ---------- | ---------- | ----------- |
| Enduro 1 (E1) | 2T    | 100 cc     | 125 cc     | Negre       |
| Enduro 1 (E1) | 4T    | 175 cc     | 250 cc     | Negre       |
| Enduro 2 (E2) | 2T    | 175 cc     | 250 cc     | Vermell     |
| Enduro 2 (E2) | 4T    | 275 cc     | 450 cc     | Vermell     |
| Enduro 3 (E3) | 2T    | 290 cc     | 500 cc     | Groc        |
| Enduro 3 (E3) | 4T    | 475 cc     | 650 cc     | Groc        |

### 2017
El 2017 el mundial es va reduir a dues úniques classes (E1 va desaparèixer i E3 es va rebatejar com a EnduroGP) i, per primera vegada en la història dels campionats d'enduro, es van incloure motocicletes de 2 i 4 temps de la mateixa cilindrada a la mateixa classe. Tanmateix, la mala acollida per part de pilots i equips d'aquesta nova fórmula va fer que l'experiment no es tornés a repetir.
| Classe        | Motor | Cilindrada    | Color placa |
| ------------- | ----- | ------------- | ----------- |
| Enduro 2 (E2) | 2T    | Fins a 250 cc | Vermell     |
| Enduro 2 (E2) | 4T    | Fins a 250 cc | Vermell     |
| EnduroGP      | 2T    | Més de 250 cc | Blanc       |
| EnduroGP      | 4T    | Més de 250 cc | Blanc       |

### Del 2018 en endavant
El 2018, amb la tornada a les tres classes habituals, E1 va mantenir la paritat de cilindrada per als motors de 2 i 4 temps, mentre que E2 es va dedicar en exclusiva als 4 temps i E3 es va convertir a la pràctica quasi exclusivament en una classe per a motors de 2 temps, tot i que la normativa segueix preveient-hi l'ús de l'altre tipus de motor.
| Classe        | Motor | Cilindrada    | Cilindrada    | Color placa |
| Classe        | Motor | De            | A             | Color placa |
| ------------- | ----- | ------------- | ------------- | ----------- |
| Enduro 1 (E1) | 2T    | Fins a 250 cc | Fins a 250 cc | Negre       |
| Enduro 1 (E1) | 4T    | Fins a 250 cc | Fins a 250 cc | Negre       |
| Enduro 2 (E2) | 4T    | 255 cc        | 450 cc        | Vermell     |
| Enduro 3 (E3) | 2T    | 256 cc        | Sense límit   | Groc        |
| Enduro 3 (E3) | 4T    | 456 cc        | Sense límit   | Groc        |

## Estructura del campionat

### Classes
La temporada del 2022, el Campionat del món d'enduro tenia la següent estructura:
| Campionat | Classe | Motors                            | Creada | Límit d'edat     | Color placa                |
| --------- | ------ | --------------------------------- | ------ | ---------------- | -------------------------- |
| EnduroGP  | E1     | Fins a 250 cc (2T i 4T)           | 2004   | -                | Negre (números blancs)     |
| EnduroGP  | E2     | 255 - 450 cc 4T                   | 2004   | -                | Vermell (números blancs)   |
| EnduroGP  | E3     | Més de 255 cc 2T Més de 455 cc 4T | 2004   | -                | Groc (números negres)      |
| Júnior    | J1     | Fins a 250 cc (2T i 4T)           | 2005   | Menys de 23 anys | Verd clar (números negres) |
| Júnior    | J2     | Més de 255 cc (2T i 4T)           | 2005   | Menys de 23 anys | Verd fosc (números blancs) |
| Juvenil   | Youth  | 100 - 125 cc 2T                   | 2009   | Menys de 21 anys | Blau (números blancs)      |
| Femení    | Women  | Que acompleixi E1, E2 o E3        | 2010   | -                | Violeta (números blancs)   |
|           |        |                                   |        |                  |                            |
| Copa Open | 2T     | Sense límits (2T)                 | 2019   | -                | Carbassa (números negres)  |
| Copa Open | 4T     | Sense límits (4T)                 | 2019   | -                | Carbassa (números negres)  |
| Copa Open | Sènior | Sense límits (2T i 4T)            | 2019   | 40 anys o més    | Carbassa (números negres)  |

Notes
1. ↑  Del 2004 al 2015, el campionat del món d'enduro no comptabilitzava els resultats globals de les tres classes per a decidir el millor de la temporada com fa actualment.
2. ↑  Del 2005 al 2017, la classe Junior era única i oberta a tots tipus de motors.
3. ↑  Del 2009 al 2016, la classe Youth tenia rang de Copa del món.
4. ↑  Del 2010 al 2020, la classe Women tenia rang de Copa del món.

### Curses
El campionat consta actualment d'entre 6 i 8 proves (o Grans Premis) de dos dies de durada. Tots els Grans Premis consten d'una prova d'enduro, una prova de motocròs i una prova extrema. El Campionat del 2007 incloïa sis proves a Europa, una als EUA i una al Canadà. A la temporada del 2008, totes les rondes es varen celebrar a Europa.

### Puntuació
Tradicionalment, al WEC rebien punts els 15 millors classificats de cada categoria, atorgant-se'n 20 al guanyador, 17 al segon i 15 al tercer. Des de la temporada 2004, els punts s'atorguen als 20 primers classificats, guanyant-ne 25 el primer de cada categoria i quedant repartits així:
| Posició | 1  | 2  | 3  | 4  | 5  | 6  | 7  | 8  | 9  | 10 | 11 | 12 | 13 | 14 | 15 | 16 | 17 | 18 | 19 | 20 |
| Punts   | 25 | 22 | 20 | 18 | 16 | 15 | 14 | 13 | 12 | 11 | 10 | 9  | 8  | 7  | 6  | 5  | 4  | 3  | 2  | 1  |

## Guanyadors del Campionat del Món d'enduro

### Primera etapa (1990-2003)
| Any  | 80 cc 2T                         | 125 cc 2T                    | 250 cc 2T                       | 350 cc 4T                       | 500 cc 2T                       | +500 cc 4T                     |
| ---- | -------------------------------- | ---------------------------- | ------------------------------- | ------------------------------- | ------------------------------- | ------------------------------ |
| 1990 | Thomas Bieberbach · (Simson)     | Paul Edmondson · (KTM)       | Kari Tiainen · (Suzuki)         | Otakar Kotrba · (Husqvarna)     | Peter Hansson · (KTM)           | Jimmie Eriksson · (Husaberg)   |
| 1991 | Pierfranco Muraglia · (Kawasaki) | Jeff Nilsson · (KTM)         | Kari Tiainen · (Husqvarna)      | Kent Karlsson · (Husaberg)      | Sven-Erik Jönsson · (Husqvarna) | Jaroslav Katriňák · (Husaberg) |
| 1992 | Gianmarco Rossi · (HRD)          | Jeff Nilsson · (KTM)         | Giorgio Grasso · (Kawasaki)     | Mario Rinaldi · (KTM)           | Tullio Pellegrinelli · (Honda)  | Kari Tiainen · (Husqvarna)     |
| 1993 | Gianmarco Rossi · (TM)           | Paul Edmondson · (Husqvarna) | Giorgio Grasso · (Kawasaki)     | Sven-Erik Jönsson · (Husqvarna) | Giovanni Sala · (KTM)           | Fabio Farioli · (KTM)          |
|      | - Cancel·lat -                   | 125 cc 2T                    | 250 cc 2T                       | 350 cc 4T                       | - Cancel·lat -                  | 500 cc 4T                      |
| 1994 |                                  | Paul Edmondson · (Gas Gas)   | Giovanni Sala · (KTM)           | Mario Rinaldi · (KTM)           |                                 | Kari Tiainen · (Husqvarna)     |
| 1995 |                                  | Petteri Silván · (Husqvarna) | Giovanni Sala · (KTM)           | Anders Eriksson · (Husaberg)    |                                 | Kari Tiainen · (Husqvarna)     |
| 1996 |                                  | Fausto Scovolo · (Honda)     | Paul Edmondson · (Gas Gas)      | Anders Eriksson · (Husqvarna)   |                                 | Peter Jansson · (Husaberg)     |
| 1997 |                                  | Shane Watts · (KTM)          | Stéphane Peterhansel · (Yamaha) | Mario Rinaldi · (KTM)           |                                 | Kari Tiainen · (KTM)           |
|      | 250 cc 4T                        | 125 cc 2T                    | 250 cc 2T                       | 400 cc 4T                       |                                 | 500 cc 4T                      |
| 1998 | Gianmarco Rossi · (Honda)        | Roman Michalík · (TM)        | Giovanni Sala · (KTM)           | Björne Carlsson · (Husaberg)    |                                 | Anders Eriksson · (Husqvarna)  |
| 1999 | Vesa Kytönen · (Kawasaki)        | Juha Salminen · (KTM)        | Petteri Silván · (Gas Gas)      | Giovanni Sala · (KTM)           |                                 | Anders Eriksson · (Husqvarna)  |
| 2000 | Matteo Rubin · (KTM)             | Juha Salminen · (KTM)        | Stefan Merriman · (Husqvarna)   | Mario Rinaldi · (KTM)           |                                 | Kari Tiainen · (KTM)           |
| 2001 | Stéphane Peterhansel · (Yamaha)  | Petteri Silván · (Husqvarna) | Juha Salminen · (KTM)           | Stefan Merriman · (Husqvarna)   |                                 | Anders Eriksson · (Husqvarna)  |
| 2002 | Peter Bergvall · (Yamaha)        | Petteri Silván · (Husqvarna) | Samuli Aro · (Husqvarna)        | Juha Salminen · (KTM)           |                                 | Anders Eriksson · (Husqvarna)  |
| 2003 | Peter Bergvall · (Yamaha)        | Petri Pohjamo · (Gas Gas)    | Stefan Merriman · (Honda)       | Anders Eriksson · (Husqvarna)   |                                 | Juha Salminen · (KTM)          |

1. ↑  Entre el 1998 i el 2004 hi hagué també un campió absolut, el qual es decidia tenint en compte els resultats conjunts de totes les categories.

#### Campionats discontinuats
| Any  | Campió         | Categoria | Motocicleta    |
| ---- | -------------- | --------- | -------------- |
| 1998 | Giovanni Sala  | 250 cc 2T | KTM EXC 250    |
| 1999 | Petteri Silván | 250 cc 2T | Gas Gas EC 250 |
| 2000 | Juha Salminen  | 125 cc 2T | KTM EXC 125    |
| 2001 | Juha Salminen  | 250 cc 2T | KTM EXC 250    |
| 2002 | Juha Salminen  | 400 cc 4T | KTM EXC-F 400  |
| 2003 | Juha Salminen  | 500 cc 4T | KTM EXC-F 500  |
| 2004 | Juha Salminen  | E2        | KTM EXC-F 450  |

| Any  | Equip campió               |
| ---- | -------------------------- |
| 2004 | KTM Racing                 |
| 2005 | KTM Team Farioli           |
| 2006 | KTM Factory Team Farioli 2 |

### Segona etapa (2004-Actualitat)
A 26 de novembre de 2024
| Any  | E1                          | E2                          | E3                            |                                |                             |                            |  |
| 2004 | Stefan Merriman · (Yamaha)  | Juha Salminen · (KTM)       | Samuli Aro · (KTM)            | -                              | -                           | -                          |  |
|      | E1                          | E2                          | E3                            | EJ                             |                             |                            |  |
| 2005 | Ivan Cervantes · (KTM)      | Samuli Aro · (KTM)          | David Knight · (KTM)          | Cristóbal Guerrero · (Gas Gas) | -                           | -                          |  |
| 2006 | Ivan Cervantes · (KTM)      | Samuli Aro · (KTM)          | David Knight · (KTM)          | Joakim Ljunggren · (Husaberg)  | -                           | -                          |  |
| 2007 | Juha Salminen · (KTM)       | Mika Ahola · (Honda)        | Ivan Cervantes · (KTM)        | Joakim Ljunggren · (Husaberg)  | -                           | -                          |  |
| 2008 | Mika Ahola · (Honda)        | Johnny Aubert · (Yamaha)    | Samuli Aro · (KTM)            | Thomas Oldrati · (KTM)         | -                           | -                          |  |
|      | E1                          | E2                          | E3                            | EJ                             | Youth                       |                            |  |
| 2009 | Mika Ahola · (Honda)        | Johnny Aubert · (KTM)       | Ivan Cervantes · (KTM)        | Oriol Mena · (Husaberg)        | Romain Dumontier (Husqvarna | -                          |  |
|      | E1                          | E2                          | E3                            | EJ                             | Youth                       | Dones                      |  |
| 2010 | Antoine Méo · (Husqvarna)   | Mika Ahola · (Honda)        | David Knight · (KTM)          | Lorenzo Santolino · (KTM)      | Mario Román (KTM)           | Ludivine Puy · (Gas Gas)   |  |
| 2011 | Juha Salminen · (Husqvarna) | Antoine Méo · (Husqvarna)   | Mika Ahola · (Honda)          | Jérémy Joly · (Honda)          | Jonathan Manzi (KTM)        | Ludivine Puy · (Gas Gas)   |  |
| 2012 | Antoine Méo · (KTM)         | Pierre Renet · (Husaberg)   | Christophe Nambotin · (KTM)   | Mathias Bellino · (Husaberg)   | Giacomo Redondi (KTM)       | Laia Sanz · (Gas Gas)      |  |
| 2013 | Antoine Méo · (KTM)         | Alex Salvini · (Honda)      | Christophe Nambotin · (KTM)   | Matthew Phillips · (Husqvarna) | Jamie McCanney (Husaberg)   | Laia Sanz · (Honda)        |  |
| 2014 | Christophe Nambotin · (KTM) | Pierre Renet · (Husqvarna)  | Matthew Phillips · (KTM)      | Daniel McCanney · (Beta)       | Davide Soreca (Yamaha)      | Laia Sanz · (Honda)        |  |
| 2015 | Eero Remes · (TM)           | Antoine Méo · (KTM)         | Mathias Bellino · (Husqvarna) | Jamie McCanney · (Husqvarna)   | Mikael Persson (Yamaha)     | Laia Sanz · (KTM)          |  |
|      |                             |                             |                               |                                |                             |                            |  |
| 2016 | Eero Remes · (TM)           | Matthew Phillips · (Sherco) | Steve Holcombe · (Beta)       | Giacomo Redondi · (Honda)      | Jack Edmondson (KTM)        | Laia Sanz · (KTM)          |  |
|      |                             | E2                          | EnduroGP                      | EJ                             | Youth                       | Dones                      |  |
| 2017 | -                           | Josep Garcia · (KTM)        | Steve Holcombe · (Beta)       | Bradley Freeman · (Beta)       | Andrea Verona (TM)          | Maria Franke · (KTM)       |  |
|      | E1                          | E2                          | E3                            | EJ                             | Youth                       | Dones                      |  |
| 2018 | Bradley Freeman · (Beta)    | Eero Remes · (TM)           | Steve Holcombe · (Beta)       | Matteo Cavallo · (Beta)        | Ruy Barbosa (Husqvarna)     | Sanna Kärkkäinen · (KTM)   |  |
| 2019 | Bradley Freeman · (Beta)    | Loïc Larrieu · (TM)         | Steve Holcombe · (Beta)       | Andrea Verona · (TM)           | Hamish MacDonald (Sherco)   | Jane Daniels · (Husqvarna) |  |
| 2020 | Andrea Verona · (TM)        | Steve Holcombe · (Beta)     | Bradley Freeman · (Beta)      | Hamish McDonald · (Sherco)     | Sergio Navarro (Husqvarna)  | Jane Daniels · (Husqvarna) |  |
| 2021 | Andrea Verona · (Gas Gas)   | Josep Garcia · (KTM)        | Bradley Freeman · (Beta)      | Matteo Pavoni · (TM)           | Albin Norrbin (Fantic)      | Laia Sanz · (Gas Gas)      |  |
| 2022 | Andrea Verona · (Gas Gas)   | Wil Ruprecht · (TM)         | Bradley Freeman · (Beta)      | Zach Pichon · (Sherco)         | Harry Edmondson · (Fantic)  | Jane Daniels · (Fantic)    |  |
| 2023 | Josep Garcia · (KTM)        | Steve Holcombe · (Beta)     | Bradley Freeman · (Beta)      | Jed Etchells · (Fantic)        | Kevin Cristino · (Fantic)   | Jane Daniels · (Fantic)    |  |
| 2024 | Josep Garcia · (KTM)        | Andrea Verona · (Gas Gas)   | Bradley Freeman · (Beta)      | Max Ahlin · (KTM)              | Manuel Verzeroli · (KTM)    | Mireia Badia · (Rieju)     |  |

Notes
1. ↑  D'ençà del 2016 s'atorga també un títol absolut, anomenat EnduroGP, al millor de la temporada tenint en compte els resultats conjunts de totes tres categories.
2. ↑  El 2017 no hi hagué categoria E1 i la categoria E3 s'anomenà "EnduroGP"

#### Resum: Campions d'EnduroGP
Els guanyadors del títol absolut, EnduroGP, des de la seva instauració el 2016 han estat els següents:
|      | \| Any \| Campió \| Categoria \| Motocicleta \| \| ---- \| ---------------- \| ------------- \| ---------------- \| \| 2016 \| Matthew Phillips \| E2 \| Sherco SEF-R 300 \| \| 2017 \| Steve Holcombe \| EnduroGP (E3) \| Beta RR 300 \| \| 2018 \| Steve Holcombe \| E3 \| Beta RR 300 \| \| 2019 \| Bradley Freeman \| E1 \| Beta RR 250 \| \| 2020 \| Steve Holcombe \| E2 \| Beta RR 350 \| \| 2021 \| Bradley Freeman \| E3 \| Beta RR 300 \| \| 2022 \| Andrea Verona \| E1 \| Gas Gas EC-F250 \| \| 2023 \| Steve Holcombe \| E2 \| Beta RR 350 \| \| 2024 \| Josep Garcia \| E1 \| KTM EXC-F 250 \| |               |                  |
| Any  | Campió | Categoria     | Motocicleta      |
| 2016 | Matthew Phillips | E2            | Sherco SEF-R 300 |
| 2017 | Steve Holcombe | EnduroGP (E3) | Beta RR 300      |
| 2018 | Steve Holcombe | E3            | Beta RR 300      |
| 2019 | Bradley Freeman | E1            | Beta RR 250      |
| 2020 | Steve Holcombe | E2            | Beta RR 350      |
| 2021 | Bradley Freeman | E3            | Beta RR 300      |
| 2022 | Andrea Verona | E1            | Gas Gas EC-F250  |
| 2023 | Steve Holcombe | E2            | Beta RR 350      |
| 2024 | Josep Garcia | E1            | KTM EXC-F 250    |

## Estadístiques
S'han considerat tots els resultats compresos entre el 1968 i el 2024.

### Campions amb més de 3 títols
| Pilot               | Títols                                                                     |
| ------------------- | -------------------------------------------------------------------------- |
| Juha Salminen       | 13 (5 Absolut, 2 x 125cc, 2 x E1, 1 x E2, 1 x 250cc, 1 x 400cc, 1 x 500cc) |
| Erwin Schmider      | 11 (6 x 175cc, 2 x 350cc, 2 x 50cc, 1 x 100cc)                             |
| Kvetoslav Masita    | 10 (10 x 350cc)                                                            |
| Steve Holcombe      | 10 (4 x EnduroGP, 2 x E2, 4 x E3)                                          |
| Bradley Freeman     | 9 (2 x EnduroGP, 2 x E1, 4 x E3, 1 x EJ)                                   |
| Rolf Witthöft       | 8 (7 x 125cc, 1 x 1000cc)                                                  |
| Kari Tiainen        | 7 (5 x 500cc, 2 x 250cc)                                                   |
| Anders Eriksson     | 7 (4 x 500cc 4T, 2 x 350cc 4T, 1 x 400cc 4T)                               |
| Laia Sanz           | 6 (6 x Dones)                                                              |
| Andrea Verona       | 6 (1 x EnduroGP, 3 x E1, 1 x EJ, 1 x Youth)                                |
| Giovanni Sala       | 6 (1 Absolut, 3 x 250cc, 1 x 500cc, 1 x 400cc 4T)                          |
| Sven-Erik Jönsson   | 6 (1 x 500cc 2T, 1 x 350cc 4T, 4 x 500cc 2T E)                             |
| Josef Wolfgruber    | 6 (5 x 100cc, 1 x 75cc)                                                    |
| Josep Garcia        | 5 (1 x EnduroGP, 2 x E2, 2 x E1)                                           |
| Petteri Silván      | 5 (1 Absolut, 1 x 250cc, 3 x 125cc)                                        |
| Samuli Aro          | 5 (2 x E2, 2 x E3, 1 x 250cc 2T)                                           |
| Mika Ahola          | 5 (2 x E1, 2 x E2, 1 x E3)                                                 |
| Antoine Méo         | 5 (3 x E1, 2 x E2)                                                         |
| Paul Edmondson      | 5 (3 x 125cc, 1 x 250cc, 1 x 125cc E)                                      |
| Gianmarco Rossi     | 5 (3 x 80cc, 2 x 80cc E)                                                   |
| Frantizek Mrázek    | 5 (5 x 250cc)                                                              |
| Gualtiero Brissoni  | 5 (3 x 125cc, 2 x 250cc)                                                   |
| Andreas Brandl      | 5 (4 x 75cc, 1 x 50cc)                                                     |
| Ivan Cervantes      | 4 (2 x E1, 2 x E3)                                                         |
| Mario Rinaldi       | 4 (2 x 350cc, 2 x 400cc)                                                   |
| Stefan Merriman     | 4 (2 x 250cc 2T, 1 x 400cc 4T, 1 x E1)                                     |
| Matthew Phillips    | 4 (1 x EnduroGP, 1 x E2, 1 x E3, 1 x EJ)                                   |
| Jane Daniels        | 4 (4 x Dones)                                                              |
| Jens Scheffler      | 4 (4 x 500cc)                                                              |
| Guglielmo Andreini  | 4 (3 x 500cc, 1 x +500cc 4T)                                               |
| Eddy Hau            | 4 (2 x 500cc, 2 x 100cc)                                                   |
| Harald Sturm        | 4 (4 x 250cc 2T)                                                           |
| Alessandro Gritti   | 4 (3 x 250cc, 1 x 125cc)                                                   |
| Pierfranco Muraglia | 4 (1 x 80cc, 3 x 80cc E)                                                   |
| Peter Neumann       | 4 (4 x 50cc)                                                               |

### Títols per nacionalitat
| Nacionalitat   | Títols europeus | Títols mundials | Total |
| -------------- | --------------- | --------------- | ----- |
| Alemanya       | 79              | 1               | 80    |
| Itàlia         | 42              | 37              | 79    |
| RFA            | 60              | 0               | 60    |
| Finlàndia      | 0               | 41              | 41    |
| Regne Unit     | 1               | 36              | 37    |
| Suècia         | 10              | 23              | 33    |
| Txecoslovàquia | 24              | 0               | 24    |
| França         | 2               | 22              | 24    |
| RDA            | 19              | 1               | 20    |
| Catalunya      | 0               | 17              | 17    |
| Austràlia      | 0               | 10              | 10    |
| Espanya        | 0               | 4               | 4     |
| Txèquia        | 0               | 2               | 2     |
| Polònia        | 2               | 0               | 2     |
| Nova Zelanda   | 0               | 2               | 2     |
| Eslovàquia     | 0               | 1               | 1     |
| Àustria        | 1               | 0               | 1     |
| Xile           | 0               | 1               | 1     |
| Totals         | 161             | 197             | 358   |

Notes
1. ↑   El total de títols imputats a Alemanya correspon a la suma dels aconseguits per pilots dels antics estats de la RFA (60) i la RDA (20).
2. ↑   S'hi compten els títols aconseguits per pilots de l'Illa de Man
3. ↑   No s'hi compten els títols aconseguits per pilots catalans